# 帕克 (紐約州)
帕克（英語：Parc）是位於美國紐約州克林頓縣的普查規定居民點。

## 人口
根據2020年美國人口普查的數據，帕克的面積為3.19平方千米，皆為陸地。當地共有人口197人，而人口密度為每平方千米61.76人。